# Marcelo Pérez (Leichtathlet)
Marcelo Arturo Pérez (* 17. Mai 2004) ist ein bolivianischer Sprinter, der sich auf den 400-Meter-Lauf spezialisiert hat.

## Sportliche Laufbahn
Erste Erfahrungen bei internationalen Meisterschaften sammelte Marcelo Pérez im Jahr 2021, als er bei den U18-Südamerikameisterschaften in Encarnación in 51,49 s den siebten Platz über 400 Meter belegte. 2024 schied er bei den Hallensüdamerikameisterschaften in Cochabamba mit 49,01 s im Vorlauf über 400 Meter aus und gewann mit der bolivianischen 4-mal-400-Meter-Staffel gemeinsam mit Mateo Bustamante, Ikenna Ibe-Akobi und Nery Peñaloza in 3:17,87 min die Silbermedaille hinter dem venezolanischen Team. Im Jahr darauf schied er bei den Hallensüdamerikameisterschaften ebendort mit 49,93 s im Vorlauf über 400 Meter aus und gewann mit der Staffel in 3:20,71 min erneut die Silbermedaille hinter dem venezolanischen Team.
2023 wurde Pérez bolivianischer Meister in der 4-mal-100- und 4-mal-400-Meter-Staffel sowie 2024 in der Mixed-Staffel über 4-mal 400 Meter.

## Persönliche Bestzeiten
- 400 Meter: 49,01 s, 27. Januar 2024 in Cochabamba